# 雷啸霖
雷啸霖（1938年10月27日—），中国材料物理学家。生于广西桂林。1963年毕业于北京大学物理系。上海交通大学教授。1997年当选为中国科学院院士。